# Haruma Miura
Haruma Miura (三浦 春馬, Miura Haruma) (Ibaraki, 5 de abril de 1990 - 18 de julho de 2020) foi um ator e cantor japonês.

## Carreira
Começou a carreira de ator aos sete anos com o dorama "Agri".

## Morte
Em 18 de julho de 2020, Miura foi encontrado enforcado em sua casa em Minato. A polícia acredita que a causa da morte foi suícidio, pois foi deixada uma carta.